# Astrosismologia

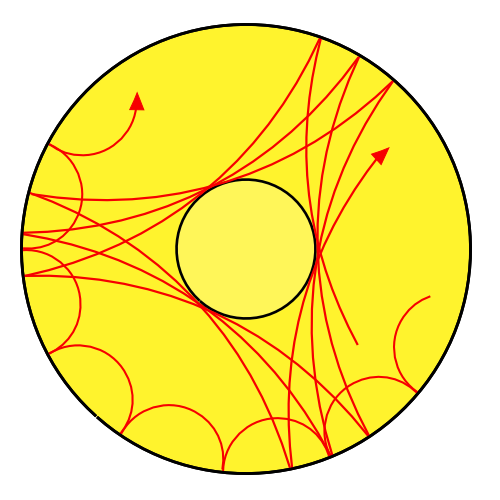
Diferent modes d'oscil·lació penetren a diferents profunditats dins l'estel.

L'Astrosismologia (del Grec ἀστήρ, astēr, "estel"; σεισμός, seismos, "terratrèmol"; i-λογία, logia, parlar de) també coneguda com a sismologia estel·lar és la ciència que estudia l'estructura interna dels estels polsants gràcies a la interpretació del seu espectre de freqüències. Diferent modes d'oscil·lació penetren a diferents profunditats dins l'estel. Aquestes oscil·lacions donen informació sobre l'interior no observable dels estels d'una manera semblant a com la sismologia estudia l'interior de la Terra i d'altres planetes sòlids a través de l'estudi de les oscil·lacions dels terratrèmols.
L'astrosismologia proporciona eines per estudiar l'estructura interna dels estels. Les freqüències de pulsació donen informació sobre lel perfil de densitat de la regió on s'han originat les ones i on hi viatgen i l'espectre dona informació sobre els seus constituents químics.

## Història
El descobriment de la pulsació d'estels llunyans es remunta a la fí del segle xviii (s'utilitzen les cefeides per calibrar les mesures de distàncies galàctiques), però no serà fins a l'any 2000 que no es confirma la detecció d'oscil·lacions semblants a les del Sol a altres estrelles. L'astrosismologia coneixerà un important desenvolupament amb les missions espacials MOST, CoRoT o el projecte de xarxa de telescopis SONG. Es descobreixen nombrosos estels de diferent massa, edat i estat d'evolució que presenten oscil·lacions. L'objectiu és mesurar l'espectre de freqüència amb prou precisió i resolució per poder deduir millor la informació sobre la seva estructura i els processos físics que s'hi produeixen.

## Oscil·lacions
L'astrosismologia estudia les oscil·lacions conduïdes per energia tèrmica i convertides en energia cinètica de pulsació. Aquest procés és similiar al d'un motor de calor, en què la calor s'absorbeix en la fase d'alta temperatura d'oscil·lació i s'emet quan la temperatura és baixa. El mecanisme principal dels estels és la conversió neta d'energia de radiació en energia de pulsació en les capes superficials d'alguns tipus d'estels. Les oscil·lacions resultants s'estudien assumint que són petites, i que l'estel està aïllat i esfèricament simètric. En un sistema binari, les marees estel·lars poden tenir una influència significativa en les oscil·lacions dels estels.

## Tipus d'ones
Les ones en estels semblants al Sol es poden dividir en tres tipus:
- Modes acústic o de pressió (p),[2] conduïdes per les fluctuacions de la pressió interna de l'estel, la seva dinàmica vindria determinada per la velocitat local del so. .
- Mode gravitatori (g), conduïdes per flotabilitat,[4]
- Mode de gravetat superficial (f), similar a les ones del mar al llarg de la superfície estel·lar.[5]

Dins d'un estel similar al Sol com Alpha Centauri, els modes p són els més preponderants, ja que els modes g estan bàsicament confinats al nucli per la zona de convecció. No obstant, els modes g s'han observat en estels nans blancs.

## Missions espacials
Una gran quantitat de missions espacials han mantingut i mantenen estudis sobre astrosismologia com a part significativa de la pròpia missió.
- MOST - Un satèl·lit canadenc llençat el 2003. És la primera nau dedicada a l'astrosismologia.
- COROT – Un satèl·lit dedicat a l'astrosismologia i a la recerca de planetes fou llançat el 2006 per l'ESA.
- WIRE – Un satèl·lit de la NASA llançat el 1999. Un telescopi infreroig fallat ara s'usa per a l'astrosismologia.
- SOHO – Una missió conjunta ESA / NASA llançada el 1995 per estudiar el Sol.
- Kepler – Una nau per recerca de planetes llançada per la NASA el 2009 i que actualment realitza estudis d'astrosismologia en un miler d'estels del seu camp, incloent-hi la ben coneguda subgegant KIC 11026764.[6][7]